# MAZ-103T

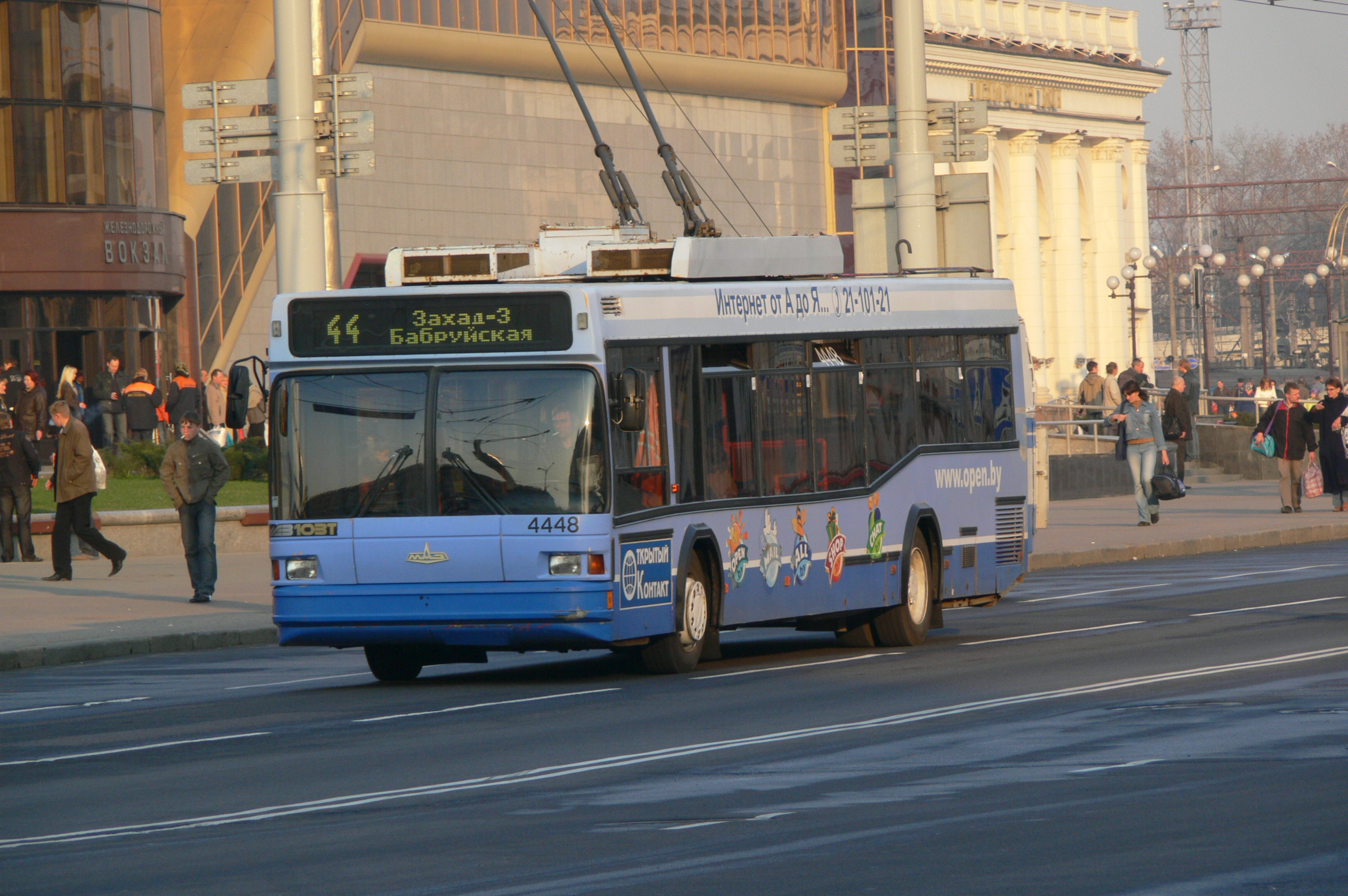
Filobus MAZ-103T n. 4448 sulla linea 44 a Minsk in Bielorussia.

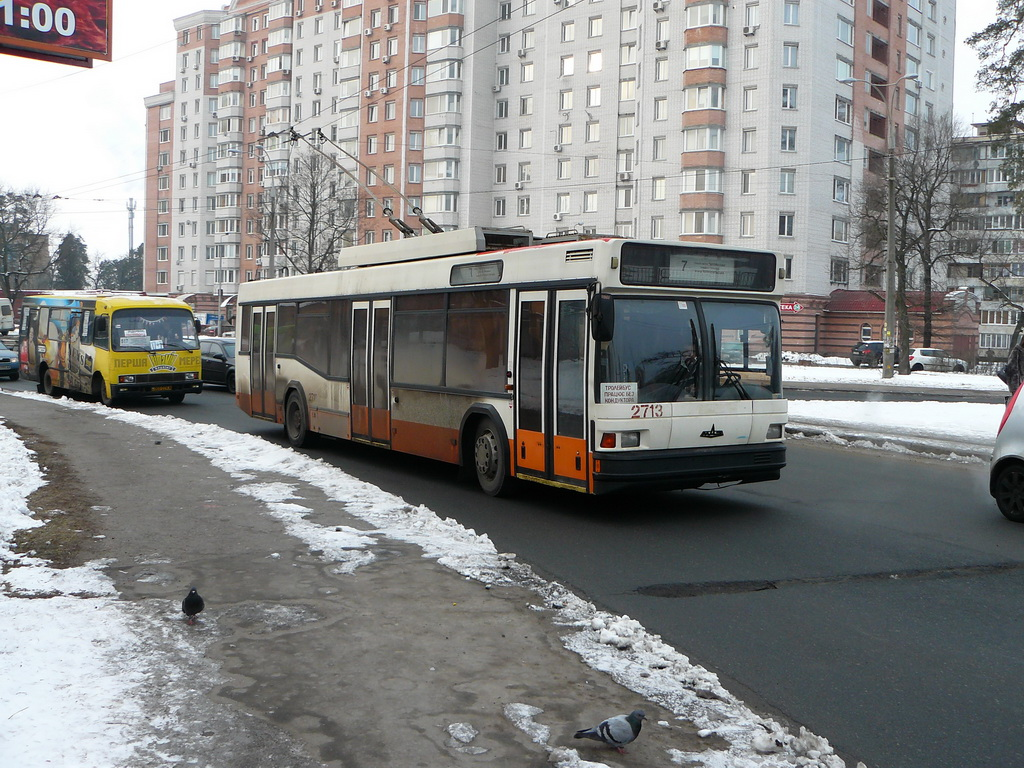
Filobus MAZ-103T n. 2713 sulla linea 7 a Kiev in Ucraina.

MAZ-103T è un modello di filobus realizzato in Bielorussia a pianale ribassato sulla base dell'autobus bielorusso MAZ-103 a partire dal 1999. Il modello è attualmente in produzione nella Minskij Avtomobil'nyj Zavod (MAZ) e nella azienda bielorussa Belkommunmaš sotto il nome AKSM-221.

## Generalità
Il modello di filobus nasce da un sodalizio tra l'azienda bielorussa MAZ (Minskij Avtomobil'nyj Zavod) che predispone la cassa portante e l'ucraina "KZET" (Dzerzhinsky Kiev Electric Transportation Plant) che fornisce l'equipaggiamento elettrico.

## Caratteristiche
Il MAZ-103T è un filobus a due assi con guida a sinistra, lungo circa dodici metri e con tre porte rototraslanti; ha un aspetto moderno sia per i grandi finestrini contigui e diversamente sagomati lungo la fiancata, sia per il parabrezza rettangolare leggermente bombato e diviso in due parti, sormontato da un display luminoso indicante il numero di linea ed il percorso. L'aspetto richiama molto i tedeschi Neoplan, a cui probabilmente l'azienda bielorussa si è ispirata.

## Diffusione
Il modello è presente in alcune aziende di trasporto pubblico dell'Europa orientale come Bielorussia (Minsk), Ucraina (Kiev).